# 巴纳赫维奇环形山
巴纳赫维奇环形山（Banachiewicz）是位于月球正面东侧边沿的一座撞击坑残迹，其名称取自俄罗斯裔波兰籍天文学家、测量学家暨数学家塔德乌什·巴纳希耶维奇（Tadeusz Banachiewicz，1882年-1954年），1964年被国际天文学联合会批准接受。

## 描述
该陨坑东北靠近了界海、西南濒临史密斯海，环四周：西北毗邻维尔特陨石坑、东北坐落了巨大的纳皮尔环形山，塔基尼陨石坑和舒伯特环形山分别位于它的东侧和南面，而它的坑底中心覆盖了诺克斯-肖陨石坑，西侧外壁上则附靠了卫星坑舒伯特 E。该陨坑中心月面坐标为5°17′N 80°01′E / 5.28°N 80.01°E，直径99.09公里，深度约2.85公里。
由于存续时期悠长，巴纳赫维奇环形山几乎已完全损毁，其结构轮廓已模糊难辨。仅西侧和西南侧遗存有部分类似低矮山脊的残壁，其余坑壁则磨损为一堆界限不明的不规则地形。陨坑残壁最大高出周边地形1430米，内部容积约9714立方千米。坑内底表分布有二座较醒目的小陨坑，其中：卫星坑巴纳赫维奇 B连接到西侧内壁，而更小的诺克斯-肖陨石坑则接近中心点。

## 卫星陨石坑
按惯例，最靠近巴纳赫维奇环形山的卫星坑在月图上将在其中心点旁放置一字母来标注它们。
| 巴纳赫维奇 | 纬度   | 经度    | 直径    |
| ---------- | ------ | ------- | ------- |
| B          | 5.3° N | 78.9° E | 24 公里 |
| C          | 7.0° N | 75.4° E | 19 公里 |
| E          | 7.5° N | 74.7° E | 7 公里  |

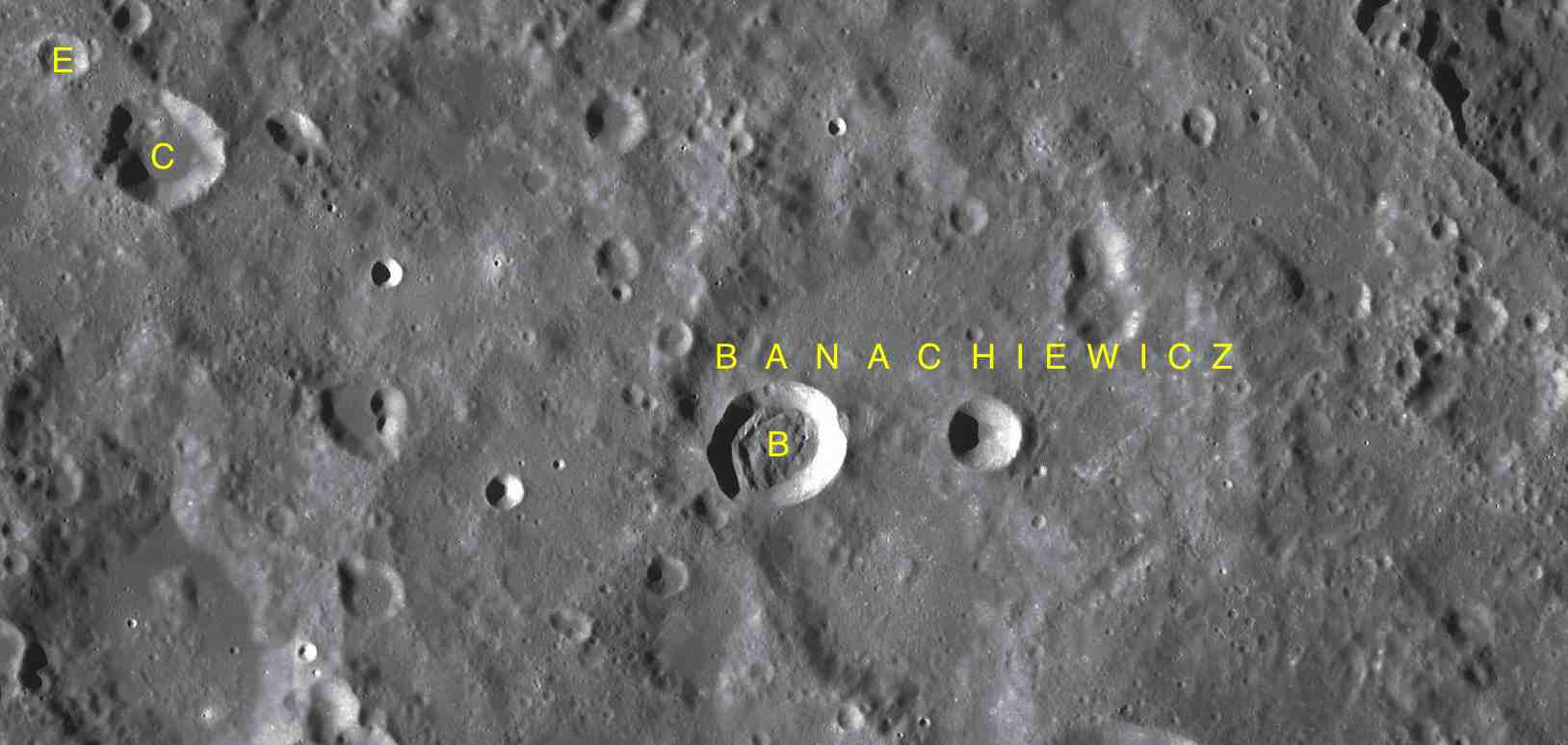
LAC-63 区域图

- 卫星坑巴纳赫维奇 F于1973年被国际天文学联合会更名为诺克斯-肖陨石坑。

## 另请参阅
- Andersson, L. E.; Whitaker, E. A. . NASA RP-1097. 1982.
- Blue, Jennifer. . USGS. July 25, 2007  [2007-08-05]. （原始内容存档于2018-12-25）.
- Bussey, B.; Spudis, P. . New York: Cambridge University Press. 2004. ISBN 978-0-521-81528-4.
- Cocks, Elijah E.; Cocks, Josiah C. . Tudor Publishers. 1995. ISBN 978-0-936389-27-1.
- McDowell, Jonathan. . Jonathan's Space Report. July 15, 2007  [2007-10-24]. （原始内容存档于2018-12-25）.
- Menzel, D. H.; Minnaert, M.; Levin, B.; Dollfus, A.; Bell, B. . Space Science Reviews. 1971, 12 (2): 136–186. Bibcode:1971SSRv...12..136M. doi:10.1007/BF00171763.
- Moore, Patrick. . Sterling Publishing Co. 2001. ISBN 978-0-304-35469-6.
- Price, Fred W. . Cambridge University Press. 1988. ISBN 978-0-521-33500-3.
- Rükl, Antonín. . Kalmbach Books. 1990. ISBN 978-0-913135-17-4.
- Webb, Rev. T. W.  6th revised. Dover. 1962. ISBN 978-0-486-20917-3.
- Whitaker, Ewen A. . Cambridge University Press. 1999. ISBN 978-0-521-62248-6.
- Wlasuk, Peter T. . Springer. 2000. ISBN 978-1-85233-193-1.